# Cicurina caliga
Espèce
Cicurina caliga est une espèce d'araignées aranéomorphes de la famille des Cicurinidae.

## Distribution
Cette espèce est endémique du Texas aux États-Unis,. Elle se rencontre dans le comté de Bell dans les grottes Triple J Cave, Streak Cave et Buchanan Cave.

## Description
La carapace de la femelle holotype mesure 2,1 mm de long sur 1,4 mm et l'abdomen 2,25 mm de long sur 1,3 mm. Cette araignée est anophtalme.
La femelle décrite par Paquin et Dupérré en 2009 mesure 3,96 mm.

## Systématique et taxinomie
Cette espèce a été décrite par Cokendolpher et Reddell en 2001.

## Publication originale
- Cokendolpher & Reddell, 2001 : « Cave spiders (Araneae) of Fort Hood, Texas, with descriptions of new species of Cicurina (Dictynidae) and Neoleptoneta (Leptonetidae). » Texas Memorial Museum Speleological Monograph, no 5, p. 35-55.